# Crassula macowaniana
Crassula macowaniana (лат.) — вид растений рода Толстянка (Crassula) семейства Толстянковые (Crassulaceae), естественно произрастающий на территории Намибии и Капской провинции Южно-Африканской Республики.

## Название
Родовое латинское название Crassula происходит от латинского слова crassus, — «толстый», в основном из-за присутствия у растений этого рода сочных листьев.
Видовой латинский эпитет macowaniana дан в честь Питера Макоуэна (1830-1909), английского учителя и ботаника из Южной Африки. Макоуэн также работал в качестве куратора в Государственном гербарии и Ботаническом саду в Кейптауне.

## Ботаническое описание
Кустарник, имеет округлую форму с сильной ветвистостью, достигающей высоты до 1,2 метра. Старые ветви имеют деревянистую текстуру с корой, которая может варьироваться от красновато-коричневого до серого цвета. Молодые ветви круглые и имеют диаметр около 6–7 мм. Листья различной формы, от треугольно-ланцетных до линейно-ланцетных, и изменчивого цвета, от зеленого до серо-зеленого, иногда с красноватым оттенком или краем. Часто на их поверхности можно заметить мучнистый налет.
Соцветия
Соцветия представлены верхушечными округлыми тирсами, образующими цветоносы длиной от 3,5 до 5 см. Нижние прицветники прямостоячие, красноватые, и имеют линейно-ланцетную форму, достигая 10 мм в длину, а их цветоножки около 1–2 мм. Цветки обладают звездчатым венчиком диаметром до 7 мм и короткой трубкой. Лепестки белые или розовые, обратноланцетные, с кончиками слегка изогнутыми. Цветение происходит в период с октября по декабрь.

## Распространение и экология
Распространение охватывает юго-запад Намибии и северный мыс, где оно часто обитает в горных районах среди валунов или на каменистых склонах.
Crassula macowaniana обладает разнообразием форм и размеров листьев. Высота кустарника может варьироваться от 1,2 м до менее 0,2 м. В некоторых районах, например, между Экстеенфонтейном (в Рихтерсвельде, Капская провинция) и Порт-Ноллотом, существуют промежуточные формы. Миниатюрные формы, как правило, имеют острые листья и округлые, иногда почти круглые чашелистики, что позволяет легко их отличить от Crassula brevifolia subsp. psammophila и Crassula nudicaulis var. herrei.

## Таксономия
Crassula macowaniana Schönland & Baker f., первое упоминание в J. Bot. 36: 361 (1898).

### Синонимы
- Crassula ramosa sensu Eckl. & Zeyh., Harv., non Thunb.